# Awiszaj Smoler
Awiszaj Smoler, (ang. Avishay Smoler) (ur. 31 października 1985 w Riszon le-Cijjon) – izraelski piłkarz ręczny, reprezentant kraju grający na pozycji prawoskrzydłowego. Obecnie występuje w Bundeslidze, w drużynie TBV Lemgo.